# Gimme! Gimme! Gimme! (A Man After Midnight)
Gimme! Gimme! Gimme! (A Man After Midnight) är en discolåt skriven av Benny Andersson och Björn Ulvaeus och inspelad av den svenska popgruppen Abba 1979. Verserna i låten sjungs av Agnetha Fältskog.

## Historik
Inspelningen påbörjades 9 augusti 1979 i Polar Music Studios i Stockholm och en tidig demoinspelning hade arbetsnamnet Been and Gone and Done It. Samtidigt som man spelade in låten, arbetade gruppen med ytterligare en nyskriven låt som kallades Rubber Ball Man. Man planerade att framföra denna under den stundande världsturnén med ny text och titeln Under My Sun och den fanns med när man repeterade föreställningen i Europa Film Studios i Stockholm i augusti 1979. Dock beslutades snart att överge Under My Sun och fokusera på Gimme! Gimme! Gimme! (A Man After Midnight).
Efter att arbetet med sången färdigställts spelades en musikvideo in i Polarstudion den 5 september. Videon regisserades av Lasse Hallström. 
Gimme! Gimme! Gimme! (A Man After Midnight) gavs ut på singelskiva lagom till gruppens stora världsturné i Nordamerika, Europa och Japan 1979-1980, där den även framfördes live. 
Låten är en av gruppens få hitsinglar som inte förekommit på något originalalbum under gruppens faktiska karriär. Hösten 1979 togs den med på gruppens samlingsalbum Greatest Hits Vol. 2 och 1982 på The Singles - The First Ten Years. Efter gruppens faktiska karriär har den förekommit på fler samlingsalbum.  
I början av 1980 spelade gruppen in låten med spansk text skriven av Buddy och Mary McCluskey, då med titeln ¡Dame! ¡Dame! ¡Dame!. Inspelningen togs med på gruppens spanskspråkiga album Gracias Por La Música som gavs ut sommaren 1980.
1992 togs Gimme! Gimme! Gimme! (A Man After Midnight) med på samlingsalbumet Abba Gold – Greatest Hits, en skiva som nådde stora framgångar runtomkring i världen.
Vid återutgivningen av albumet Voulez-Vous på CD 2001 togs Gimme! Gimme! Gimme! (A Man After Midnight) med som bonusspår. Innan dess, vid den remastrade utgivningen av gruppens album på CD 1997, hade låten tagits med som bonusspår på albumet Super Trouper, med motiveringen att det var det kommande albumet när låten släpptes hösten 1979. I realiteten gavs Super Trouper ut hösten 1980, över ett år efter singelsläppet.

## Singelskiva
Gimme! Gimme! Gimme! (A Man After Midnight) var ytterligare en framgångsrik singel för Abba (omslagsbild). Det var gruppens fjärde topp 5-singel i Storbritannien bara under 1979. Där klättrade den till plats 3 under den vecka som gruppen uppträdde live i landet under sin världsturné. Singeln tog sig till förstaplatsen i Belgien, Finland, Frankrike, Irland och Schweiz. 
Singeln släpptes aldrig i Sverige, men svenska skivaffärer importerade singeln från Storbritannien, på skivmärket Epic Records. Försäljningen av den begränsade upplagan importerade singelskivor gick så bra att låten klättrade till 16:e plats på den svenska singellistan.
Singeln hade The King Has Lost His Crown från albumet Voulez-Vous som B-sida. Verserna sjungs av Anni-Frid Lyngstad. 
I USA klippte skivbolaget Atlantic Records ner inspelningen från originalets 4.46 minuter till 3.36 minuter lång, genom att ta bort en del av introt och att tona ut låten mycket tidigare. Denna förkortade version gavs ut på den amerikanska singelupplagan, men har aldrig senare förekommit på någon kommersiell skiva.

### Listplaceringar
| Lista (1979)              | Topplacering |
| ------------------------- | ------------ |
| Australiska singellistan  | 8            |
| Österrikiska singellistan | 2            |
| Belgiska singellistan     | 1            |
| Brittiska singellistan    | 3            |
| Nederländska singellistan | 2            |
| Finländska singellistan   | 1            |
| Franska singellistan      | 1            |
| Tyska singellistan        | 3            |
| Irländska singellistan    | 1            |
| Japanska singellistan     | 17           |
| Nyzeeländska singellistan | 15           |
| Norska singellistan       | 2            |
| Svenska singellistan      | 16           |
| Schweiziska singellistan  | 1            |

## Coverversioner och samplingar (urval)
- 1986 spelade det svenska bandet Leather Nun in en cover på låten.
- 1987 släppte den brittiska gruppen Erasure albumet The Two Ring Circus där en cover av låten fanns med.
- 1990 samplade den svenska gruppen Army of Lovers en bit av låten till inspelningen av Scorpio Rising på deras album Disco Extravaganza.
- 1999 spelade den svenska gruppen A*Teens (då Abba-Teens) in låten och släppte den som singel, vilken sålde guld i Sverige.
- 2000 spelade det svenska bandet Black Ingvars in låten till sitt album Kid's Super Hits.
- 2005 köpte den amerikanska sångerskan Madonna rättigheten att sampla delar av originalinspelningen till hennes singel Hung Up, vilken nådde stora framgångar över hela världen när den släpptes 2005.
- Vinnaren av svenska Idol 2008, Kevin Borg, sjöng låten under en veckofinal då temat var Abba. Han fick sedan spela in sin version av låten till samlingsskivan Det bästa från Idol 2008.

## Kuriosa
- Den nederländska gruppen Luv' använde delar av melodin till sin inspelning Ooh, Yes I Do 1979.
- Den brittiska komediserien Gimme Gimme Gimme från 1999-2001 använde låten som signatur.
- Sedan premiären 1999 har sången använts i alla uppsättningar av musikalen Mamma Mia! samt i filmen med samma namn, utgiven 2008.